# اسدبال پادرن
اسدبال پادرن (انگلیسی: Asdrúbal Padrón؛ زادهٔ ۱۳ مارس ۱۹۹۱) بازیکن فوتبال اهل اسپانیا است.
از باشگاه‌هایی که در آن بازی کرده‌است می‌توان به باشگاه فوتبال لگانس و باشگاه فوتبال لاس پالماس اشاره کرد.